# آدم باول
آدم باول (17 أغسطس 1912 في المملكة المتحدة - 7 يونيو 1982) (بالإنجليزية: Adam Powell)‏ هو لاعب كريكت بريطاني (وحمل سابقاً جنسية المملكة المتحدة لبريطانيا العظمى وأيرلندا). لعب مع نادي مقاطعة ساسكس للكريكت ‏.

## وصلات خارجية
- آدم باول على موقع إي آس بي آن كريك إنفو (الإنجليزية)